# Ян Хевелий
Ян Хевелий (на латински: Johannes Hevelius; на немски: Johannes Hewel, Johann Hewelke или Johannes Höwelcke; на полски: Jan Heweliusz) е полски астроном, конструктор на телескопи, протестантски градски съветник и кмет на Данциг (днешен Гданск), Жечпосполита. Като астроном става известен като „основател на лунната топография“ и очертава границите на десет нови съзвездия, седем от които се използват и в съвременната астрономия.

## Биография
Ян Хевелий е син на Абрахам Хевелке (1576 – 1649) и Кордула Хекер (1576 – 1655), заможни бирени търговци от Бохемия. Те са произвеждали известната йопенска бира (на немски: Jopenbier; на полски: Piwo jopejskie), на която е наречена и данцигската улица „Йопенгасе“.
След гимназията, където учи при Петер Крюгер, Хевелий заминава за Лайден през 1630 г., а после пътува из Англия и Франция, където се среща с Пиер Гасенди, Марен Мерсен и Атанасиус Кирхер. През 1634 се установява повторно в родния си град, а на 21 март 1635 се жени за Катарине Ребешке, с две години по-млада от него и собственичка на две съседни къщи. На следващата година, Хелевий става член на бирената гилдия, която оглавява през 1643 г.

## Професионална кариера
Хевелий взема активно участие в местната администрация, ставайки Ratsherr (градски съветник) през 1651 г. и кмет на Данциг, но от 1639 г. негов главен интерес става астрономията. През 1641 г. построява обсерватория на покрива на три свързани къщи, която екипира с модерни инструменти, като най-накрая и с телескоп с 45 m фокусно разстояние, който сам построява.
Тази частна обсерватория бива посетена от полската кралица Мария Гонзага на 29 януари 1660 и от полския крал Ян III Собиески. През май 1679 бива посетена от младия англичанин Едмънд Халей в качеството му на пратеник на Кралското научно дружество, на което Хевелий бива избран за член (fellow) през 1664.
Халей е имал поръчение от Робърт Хук и Джон Фламстед да убеди Хевелий да използва телескоп, но Хевелий настоява, че може да прави наблюдения единствено с квадрант и алидада (кипрегел), поради което е считан за последния астроном, направил съществени открития без да използва лещи.. В крайна сметка, построява телескопа си към 1670.
Хевелий наблюдава и слънчевите петна, а годините 1642 – 1645 посвещава на картографирането на лунната повърхност. Открива лунната либрацията на Луната по дължина. Публикува резултатите си в труда Selenographia, sive Lunae descriptio (1647), която му спечелва репутацията на „основател на лунната топография“.
Открива четири комети: през 1652, 1661 (вероятно Икея-Жанг), 1672 и 1677. По тези наблюдения стига до извода, че такива тела трябва да обикалят около Слънцето по параболични орбити.
На 20 януари 1661, в Данциг се наблюдава хало, което Хевелий описва пред пастора Георг Фехлау, от църквата Св. Богородица в Данциг в труда си, Siebenfältiges Sonnenwunder oder sieben Nebensonnen, so in diesem 1661 Jahr den 20. Februar neuen Stils am Sonntage Sexagesima um 11 Uhr bis nach 12 am Himmel bei uns sind gesehen worden.
Първата му съпруга, Катарине, умира през 1662 и година по-късно Хевелий се жени за Елизабет Коопман, млада жена от търговско семейство, от която има 4 деца. Елизабет му помага в наблюденията и публикува две от книгите му след смъртта му, поради което е считана за първата жена-астроном.
Обсерваторията, инструментите и книгите му биват унижощени вследствие на пожар на 26 септември 1679. Това бедствие е описано в труда му Annus climactericus (1685). Той бързо поправя щетите, което му позволява да наблюдава голямата комета от декември 1680. Наименува съзвездието Секстант като спомен от загубените му инструменти. Здравето му бива сериозно засегнато от удара от пожара. Умира на 76-ия си рожден ден, на 28 януари 1687. Погребан е в църквата Св. Катерина в Данциг.
Към края на 1683, в чест на победата над турците на войските на християнските държави, водени от крал Ян III Собиески, при битката за Виена, очертава и наименува съзвездието Scutum Sobiescianum (Щит на Собиески), което днес се нарича Щит.
На мемориалната плоча на мястото, където е работил стои надписът DEM ANDENKEN DES JOHANNES HEVELIUS ASTRONOM V RATSHERR DER ALTSTADT GEBOREN AM 28 JAN 1611 – GEST. AM 28 JAN 1687.

## Трудове
- Historiola Mirae (1662), в който той наименува променливата звезда омикрон Кит на „Мира“, или „Чудната“
- Prodromus cometicus (1665)
- Cometographia (1668)
- Machina coelestis (първа част – 1673), съдържаща описание на инструментите му; втората (1679) се намирала изключително рядко и цялото издание е било унижощено при пожара от 1679
- Annus climactericus (1685), описва пожара от 1679, и включва наблюдения на променливата звезда Мира.
- Prodromus astronomiae (1690), посмъртно издаден каталог на 1564 звезди.
- Firmamentum Sobiescianum (1690), атлас от 56 страници, съответстващ на каталога му, съдържащ очертани от него съзвездия, седем от които се използват и днес.